# Arild Nyquist
Arild Nyquist (* 6. März 1937 in Oslo; † 21. Dezember 2004 in Asker) war ein norwegischer Schriftsteller.

## Leben
Arild Nyquist  war ein Sohn der Schriftstellerin Gerd Nyquist (1913–1984). Er war mit einer Tochter des Malers Olav Mosebekk verheiratet. Sein erster Roman Ringer i et sommervann erschien 1963. Arild Nyquist schrieb Gedichte, Romane, Kindergeschichten, und er komponierte.
Nyquist erhielt 1971 den „Mads Wiel Nygaard Förderpreis“ (norw.: „Mads Wiel Nygaards legat“). Für seinen autobiografischen Roman Ungdom wurde er 1994 für den Literaturpreis des Nordischen Rates nominiert. Wegen seines Nonsensegedichtes Jetzt ist wieder Weihnachten in seinem Gedichtband Nå er det jul igjen! og andre dikt, 1972, wurde er auf der Titelseite einer Boulevardzeitung angegriffen, die Literaturförderung in Norwegen wurde daraufhin im Norwegischen Parlament thematisiert.

## Werke (Auswahl)
- Ringer i et sommervann. 1963